# Serie A (2006/2007)
Serie A 2006/2007 – 105. edycja najwyższej w hierarchii klasy mistrzostw Włoch w piłce nożnej, organizowanych przez Lega Nazionale, które odbyły się od 9 września 2006 do 27 maja 2007. Mistrzem został Inter Mediolan, zdobywając swój 15.tytuł.

## Organizacja
Liczba uczestników pozostała bez zmian (20 drużyn). Atalanta, Catania i Torino awansowali z Serie B. Rozgrywki składały się z meczów, które odbyły się systemem kołowym u siebie i na wyjeździe, w sumie 38 rund: 3 punkty przyznano za zwycięstwo i po jednym punkcie w przypadku remisu. W przypadku równości punktów wyżej została sklasyfikowana drużyna, która uzyskała większą liczbę punktów i różnicę bramek zdobytych w meczach bezpośrednich (więcej goli), a jeśli nadal była sytuacja nierozstrzygnięta, to większa liczba punktów i różnica bramek zdobytych w końcowej klasyfikacji. Zwycięzca rozgrywek ligowych otrzymywał tytuł mistrza Włoch. Trzy ostatnie drużyny spadało bezpośrednio do Serie B.

## Afera Calciopoli
W poprzednim sezonie zadecydowano o ukaraniu klubów odpowiedzialnych za wymuszanie na sędziach stronniczości. Na początku sezonu ukarano piłkarzy Milanu (-8 pkt.), Fiorentiny (-15 pkt.), Lazio (-3 pkt.) i Juventusu (Serie B, -9 pkt.).

## Dominacja Interu
Od początku sezonu, po aferze Calciopoli, w lidze dominował Inter, który w tym sezonie ustanowił wiele rekordów:
- 107 bramek zdobytych zrównany rekord klubu z 1950/1951 (wtedy 38 meczów – teraz 55)
- 97 punktów (z 114 możliwych) najlepszy wynik w historii 20-zespołowego sezonu Serie A, wcześniej należał do Torino, gdy w sezonie 1947/1948 zdobyli 94 punkty; pobity rekord Chelsea z sezonu 2004/2005 – 95 pkt.
- 36 pkt. nad Milanem (Inter 97 – Milan 61), największa przewaga w historii nad Rossoneri, nie licząc nawet odjętych 8 pkt. jest to drugi wynik po sezonie 1929/30 – 29 pkt. (Inter 72 – Milan 43).
- 33 kolejne mecze bez porażki nowy rekord klubu i nowy rekord w 20-zespołowej Serie A.
- Pierwsze 31 meczów bez porażki nowy rekord w 20-zespołowej Serie A.
- 30 wygranych (z 38 możliwych). Poprawiony rekord Torino z sezonu 1947/48 kiedy to wygrali 29 razy (21 drużyn w Serie A)
- 17 wygranych z rzędu nowy rekord ligi Serie A
- 15 wygranych na wyjeździe nowy rekord ligi Serie A
- Scudetto 5 meczów przed końcem sezonu wyrównane wyczyny Torino z 1947/48 i Fiorentiny z 1955/56.
- Tylko jedna porażka rekord klubowy; wyrównany rekord Juventusu z sezonu 2005/2006
- 0 porażek na wyjeździe nowy rekord klubu; wyrównane wyczyny Fiorentiny, Perugii and AC Milan z 1968/1969, 1978/1979 i 1987/1988 (16 drużyn w lidze), oraz AC Milan w 1991/1992 i 1992/1993 (18 drużyn w lidze).

## Drużyny
| Uczestnicy poprzedniej edycji                                                                                 | Uczestnicy poprzedniej edycji | Uczestnicy poprzedniej edycji | Uczestnicy poprzedniej edycji |
| --- | ----------------------------- | ----------------------------- | ----------------------------- |
| INT | Inter Mediolan                | 1                             |                               |
| ROM | Roma                          | 2                             |                               |
| MIL | Milan                         | 3                             |                               |
| CHV | Chievo Verona                 | 4                             |                               |
| PAL | Palermo                       | 5                             |                               |
| LIV | Livorno                       | 6                             |                               |
| PAR | Parma                         | 7                             |                               |
| EMP | Empoli                        | 8                             |                               |
| FIO | Fiorentina                    | 9                             |                               |
| ASC | Ascoli                        | 10                            |                               |
| UDI | Udinese                       | 11                            |                               |
| SAM | Sampdoria                     | 12                            |                               |
| REG | Reggina                       | 13                            |                               |
| CAG | Cagliari                      | 14                            |                               |
| SIE | Siena                         | 15                            |                               |
| LAZ | Lazio                         | 16                            |                               |
| MES | Messina                       | 17                            |                               |
| Spadek z poprzedniej edycji                                                                                   |                               |                               |                               |
| LCE | Lecce                         | 18                            |                               |
| TRV | Treviso                       | 19                            |                               |
| JUV | Juventus                      | 20                            |                               |
| Awans z Serie B 2005/2006                                                                                     |                               |                               |                               |
| ATA | Atalanta                      | 1                             |                               |
| CTN | Catania                       | 2                             |                               |
| TOR | Torino                        | 3                             |                               |
| Oznaczenia: - kolumna pierwsza – skróty nazw drużyn, - kolumna trzecia – miejsce zajęte w poprzednim sezonie. |                               |                               |                               |

## Tabela
| Lp. | Drużyna            | M  | Z  | R  | P  | B+ | B- | +/– | Pkt | Kwalifikacja lub spadek                     |
| --- | ------------------ | -- | -- | -- | -- | -- | -- | --- | --- | ------------------------------------------- |
| 1   | Inter Mediolan (C) | 38 | 30 | 7  | 1  | 80 | 34 | +46 | 97  | Kwalifikacja do fazy grupowej Ligi Mistrzów |
| 2   | Roma               | 38 | 22 | 9  | 7  | 74 | 34 | +40 | 75  | Kwalifikacja do fazy grupowej Ligi Mistrzów |
| 3   | Lazio              | 38 | 18 | 11 | 9  | 59 | 33 | +26 | 62  | Kwalifikacja do rundy III Ligi Mistrzów     |
| 4   | Milan              | 38 | 19 | 12 | 7  | 57 | 36 | +21 | 61  | Kwalifikacja do fazy grupowej Ligi Mistrzów |
| 5   | Palermo            | 38 | 16 | 10 | 12 | 58 | 51 | +7  | 58  | Kwalifikacja do rundy I Pucharu UEFA        |
| 6   | Fiorentina         | 38 | 21 | 10 | 7  | 62 | 31 | +31 | 58  | Kwalifikacja do rundy I Pucharu UEFA        |
| 7   | Empoli             | 38 | 14 | 12 | 12 | 42 | 43 | −1  | 54  | Kwalifikacja do rundy I Pucharu UEFA        |
| 8   | Atalanta           | 38 | 12 | 14 | 12 | 56 | 54 | +2  | 50  |                                             |
| 9   | Sampdoria          | 38 | 13 | 10 | 15 | 44 | 48 | −4  | 49  | Kwalifikacja do rundy III Pucharu Intertoto |
| 10  | Udinese            | 38 | 12 | 10 | 16 | 49 | 55 | −6  | 46  |                                             |
| 11  | Livorno            | 38 | 10 | 13 | 15 | 41 | 54 | −13 | 43  |                                             |
| 12  | Parma              | 38 | 10 | 12 | 16 | 41 | 56 | −15 | 42  |                                             |
| 13  | Catania            | 38 | 10 | 11 | 17 | 46 | 68 | −22 | 41  |                                             |
| 14  | Reggina            | 38 | 12 | 15 | 11 | 52 | 50 | +2  | 40  |                                             |
| 15  | Siena              | 38 | 9  | 14 | 15 | 35 | 45 | −10 | 40  |                                             |
| 16  | Torino             | 38 | 10 | 10 | 18 | 27 | 47 | −20 | 40  |                                             |
| 17  | Cagliari           | 38 | 9  | 13 | 16 | 35 | 46 | −11 | 40  |                                             |
| 18  | Chievo Verona (R)  | 38 | 9  | 12 | 17 | 38 | 48 | −10 | 39  | Spadek do Serie B                           |
| 19  | Ascoli (R)         | 38 | 5  | 12 | 21 | 36 | 67 | −31 | 27  | Spadek do Serie B                           |
| 20  | Messina (R)        | 38 | 5  | 11 | 22 | 37 | 69 | −32 | 26  | Spadek do Serie B                           |

1. 1 2 3 4  Fiorentina została ukarana przez odjęcie 15 punktów, Reggina -11 punktów, Milan -8 punktów i Lazio -3 punkty, wszystkie za zaangażowanie w Aferę Calciopoli.[2]
2. ↑  Sampdoria zakwalifikowała się najpierw do rundy III Pucharu Intertoto, a potem do rundy I Pucharu UEFA.
3. ↑  Siena została ukarana przez odjęcie jednego punktu za opóźnienie w opłaceniu składek na ubezpieczenie społeczne.

## Wyniki
| Gospodarz \ Gość | ASC | ATA | CAG | CTN | CHV | EMP | FIO | INT | LAZ | LIV | MES | MIL | PAL | PAR | REG | ROM | SAM | SIE | TOR | UDI |
| Ascoli           |     | 1:3 | 2:1 | 2:2 | 3:0 | 0:1 | 1:1 | 1:2 | 2:2 | 0:2 | 1:1 | 2:5 | 3:2 | 0:0 | 2:3 | 1:1 | 1:1 | 0:1 | 0:2 | 2:2 |
| Atalanta         | 3:1 |     | 3:3 | 1:1 | 1:0 | 0:0 | 2:2 | 1:1 | 0:0 | 5:1 | 3:2 | 2:0 | 1:1 | 1:1 | 1:1 | 2:1 | 3:2 | 3:1 | 1:2 | 1:2 |
| Cagliari         | 1:0 | 2:0 |     | 0:1 | 0:2 | 0:0 | 0:2 | 1:1 | 0:2 | 2:2 | 2:0 | 2:2 | 1:0 | 0:0 | 0:2 | 3:2 | 1:0 | 2:2 | 0:0 | 2:1 |
| Catania          | 3:3 | 0:0 | 0:1 |     | 2:0 | 2:1 | 0:1 | 2:5 | 3:1 | 3:2 | 2:2 | 1:1 | 1:2 | 2:0 | 1:4 | 0:2 | 4:2 | 1:1 | 1:1 | 1:0 |
| Chievo Verona    | 1:0 | 2:2 | 0:0 | 2:1 |     | 0:0 | 0:1 | 0:2 | 0:1 | 2:1 | 1:1 | 0:1 | 0:1 | 1:0 | 3:2 | 2:2 | 1:1 | 1:2 | 3:0 | 2:0 |
| Empoli           | 4:1 | 2:0 | 1:0 | 2:1 | 1:1 |     | 1:2 | 0:3 | 1:1 | 2:2 | 3:1 | 0:0 | 2:0 | 2:0 | 3:3 | 1:0 | 2:0 | 1:0 | 0:0 | 1:1 |
| Fiorentina       | 4:0 | 3:1 | 1:0 | 3:0 | 1:0 | 2:0 |     | 2:3 | 1:0 | 2:1 | 4:0 | 2:2 | 2:3 | 1:0 | 3:0 | 0:0 | 5:1 | 1:0 | 5:1 | 2:0 |
| Inter Mediolan   | 2:0 | 2:1 | 1:0 | 2:1 | 4:3 | 3:1 | 3:1 |     | 4:3 | 4:1 | 2:0 | 2:1 | 2:2 | 2:0 | 1:0 | 1:3 | 1:1 | 2:0 | 3:0 | 1:1 |
| Lazio            | 3:1 | 1:0 | 0:0 | 3:1 | 0:0 | 3:1 | 0:1 | 0:2 |     | 1:0 | 1:0 | 0:0 | 1:2 | 0:0 | 0:0 | 3:0 | 1:0 | 1:1 | 2:0 | 5:0 |
| Livorno          | 0:0 | 4:2 | 2:1 | 4:1 | 0:2 | 0:0 | 1:0 | 1:2 | 1:1 |     | 2:1 | 0:0 | 1:2 | 3:0 | 1:1 | 1:1 | 1:0 | 0:0 | 1:1 | 1:0 |
| Messina          | 1:2 | 0:0 | 2:2 | 1:1 | 2:1 | 2:2 | 2:2 | 0:1 | 1:4 | 0:1 |     | 1:3 | 2:0 | 1:1 | 2:0 | 1:1 | 0:2 | 1:0 | 0:3 | 1:0 |
| Milan            | 1:0 | 1:0 | 3:1 | 3:0 | 3:1 | 3:1 | 0:0 | 3:4 | 2:1 | 2:1 | 1:0 |     | 0:2 | 1:0 | 3:1 | 1:2 | 1:0 | 0:0 | 0:0 | 2:3 |
| Palermo          | 4:0 | 2:3 | 1:3 | 5:3 | 1:1 | 0:1 | 1:1 | 1:2 | 0:3 | 3:0 | 2:1 | 0:0 |     | 3:4 | 4:3 | 1:2 | 2:0 | 2:1 | 3:0 | 2:0 |
| Parma            | 1:0 | 3:1 | 2:1 | 1:1 | 2:2 | 3:1 | 2:0 | 1:2 | 1:3 | 1:0 | 4:1 | 0:2 | 0:0 |     | 2:2 | 0:4 | 0:1 | 1:0 | 1:0 | 0:3 |
| Reggina          | 2:1 | 1:1 | 2:1 | 0:1 | 1:1 | 4:1 | 1:1 | 0:0 | 2:3 | 2:2 | 3:1 | 2:0 | 0:0 | 3:2 |     | 1:0 | 0:1 | 0:1 | 1:1 | 1:1 |
| Roma             | 2:2 | 2:1 | 2:0 | 7:0 | 1:1 | 1:0 | 3:1 | 0:1 | 0:0 | 2:0 | 4:3 | 1:1 | 4:0 | 3:0 | 3:0 |     | 4:0 | 1:0 | 0:1 | 3:1 |
| Sampdoria        | 2:0 | 2:1 | 1:1 | 1:0 | 3:0 | 1:2 | 0:0 | 0:2 | 2:0 | 4:1 | 3:1 | 1:1 | 1:1 | 3:2 | 0:0 | 2:4 |     | 0:0 | 1:0 | 3:3 |
| Siena            | 0:1 | 1:1 | 0:0 | 1:1 | 2:1 | 2:0 | 1:1 | 1:2 | 2:1 | 0:0 | 3:1 | 3:4 | 1:1 | 2:2 | 0:1 | 1:3 | 0:2 |     | 1:0 | 2:2 |
| Torino           | 1:0 | 1:2 | 1:0 | 1:0 | 1:0 | 1:0 | 0:1 | 1:3 | 0:4 | 0:0 | 1:1 | 0:1 | 0:0 | 1:1 | 1:2 | 1:2 | 1:0 | 1:2 |     | 2:3 |
| Udinese          | 0:0 | 2:3 | 3:1 | 0:1 | 2:1 | 0:1 | 1:0 | 0:0 | 2:4 | 4:0 | 1:0 | 0:3 | 1:2 | 3:3 | 1:1 | 0:1 | 1:0 | 3:0 | 2:0 |     |

Źródło: lega-calcio.it (wł.)
Objaśnienia:
1Drużyna gospodarzy jest wymieniona po lewej stronie tabeli.
Kolory: zielony – zwycięstwo gospodarzy, żółty – remis, różowy – zwycięstwo gości.

## Najlepsi strzelcy
| Bramki | Strzelcy            | Drużyna        |
| ------ | ------------------- | -------------- |
| 26 (5) | Francesco Totti     | Roma           |
| 20 (5) | Cristiano Lucarelli | Livorno        |
| 19 (3) | Christian Riganò    | Messina        |
| 18 (3) | Rolando Bianchi     | Reggina        |
| 17 (3) | Nicola Amoruso      | Reggina        |
| 17 (5) | Gionatha Spinesi    | Catania        |
| 16     | Luca Toni           | Fiorentina     |
| 16 (2) | Adrian Mutu         | Fiorentina     |
| 16 (3) | Tommaso Rocchi      | Lazio          |
| 15     | Zlatan Ibrahimović  | Inter Mediolan |

## Skład mistrzów
| Zwycięzca Serie A 2006/07 |
| ------------------------- |
| Inter Mediolan 15 Tytuł   |

| formacja | Piłkarz (liczba meczów) |
| --- | ----------------------- |
| Júlio César Maicon Burdisso Materazzi Grosso Zanetti Cambiasso Vieira Stanković Ibrahimović Crespo | Júlio César (32)        |
| Júlio César Maicon Burdisso Materazzi Grosso Zanetti Cambiasso Vieira Stanković Ibrahimović Crespo | Maicon (32)             |
| Júlio César Maicon Burdisso Materazzi Grosso Zanetti Cambiasso Vieira Stanković Ibrahimović Crespo | Nicolás Burdisso (32)   |
| Júlio César Maicon Burdisso Materazzi Grosso Zanetti Cambiasso Vieira Stanković Ibrahimović Crespo | Marco Materazzi (28)    |
| Júlio César Maicon Burdisso Materazzi Grosso Zanetti Cambiasso Vieira Stanković Ibrahimović Crespo | Fabio Grosso (29)       |
| Júlio César Maicon Burdisso Materazzi Grosso Zanetti Cambiasso Vieira Stanković Ibrahimović Crespo | Javier Zanetti (37)     |
| Júlio César Maicon Burdisso Materazzi Grosso Zanetti Cambiasso Vieira Stanković Ibrahimović Crespo | Esteban Cambiasso (21)  |
| Júlio César Maicon Burdisso Materazzi Grosso Zanetti Cambiasso Vieira Stanković Ibrahimović Crespo | Patrick Vieira (20)     |
| Júlio César Maicon Burdisso Materazzi Grosso Zanetti Cambiasso Vieira Stanković Ibrahimović Crespo | Dejan Stanković (34)    |
| Júlio César Maicon Burdisso Materazzi Grosso Zanetti Cambiasso Vieira Stanković Ibrahimović Crespo | Zlatan Ibrahimović (27) |
| Júlio César Maicon Burdisso Materazzi Grosso Zanetti Cambiasso Vieira Stanković Ibrahimović Crespo | Hernán Crespo (29)      |
| Júlio César Maicon Burdisso Materazzi Grosso Zanetti Cambiasso Vieira Stanković Ibrahimović Crespo | Trener: Roberto Mancini |
| Pozostałe piłkarze: Iván Córdoba (29), Olivier Dacourt (24), Adriano (23), Maxwell (22), Santiago Solari (21), Luís Figo (32), Walter Samuel (18), Julio Ricardo Cruz (15), Mariano González (14), Álvaro Recoba (13), Francesco Toldo (6), Marco Andreolli (4), Lampros Choutos (1), Ibrahim Maaroufi (1). |                         |